# 行灯皿

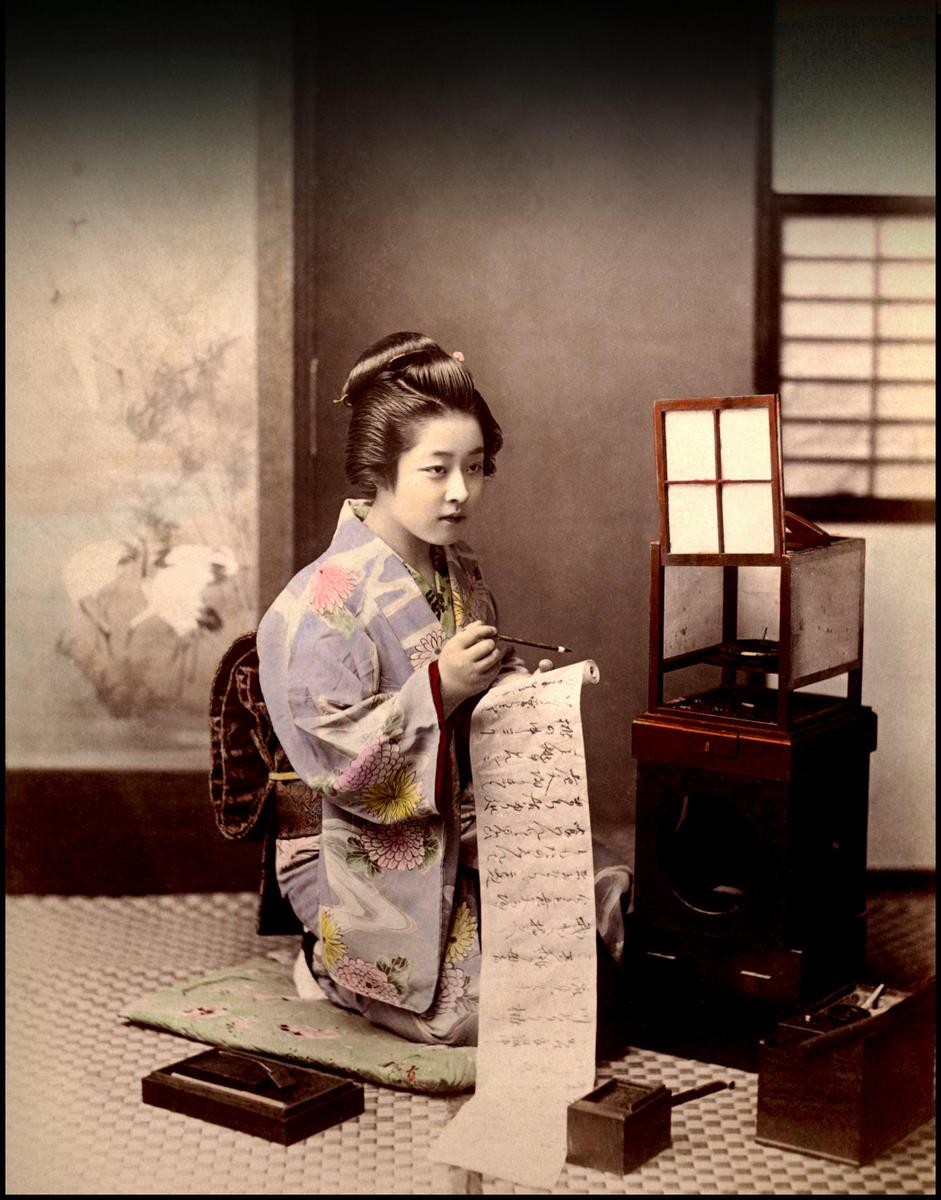
行灯を開き、行灯皿が見える状態(写真右)

行灯皿（あんどんざら）は、行燈に用いた油用の受け皿のこと。油皿から落ちる油を受け止めるため、あるいは油差を載せる台として使われた。

## 概要

### 産地
原料となる陶土が豊富で、安価で量産が可能な瀬戸焼、美濃焼などで数多くが焼かれ、特に品野地域が主要産地となったらしい。尾張地域以外でも北陸地方の角皿、「霞晴山」印のものなどがあるものの、生産量は少なく、品質も劣るとされている。

### 特徴
行灯の中で利用されるため、鑑賞の対象ではないにもかかわらず、現存するものには、無地のものが少なく、鉄絵のものが最も多いが、織部風の緑釉を一部に掛けたものや、薄茶色で「ダミ」を入れたものなど多種多様である。末期には吹墨の物も製作された。この多様性から民藝運動などで、盛んに収集された。

### 盛衰
江戸時代寛永年間に真鍮製が出現したが、この頃は行灯油が高価で一部に限られていた。文化、文政年間以降、富裕層の拡大とともに陶製が広範囲にわたって急速に広がった、江戸時代後期から明治時代初期頃には、壊れず軽く安価で量産が可能になった真鍮製に再び代わり、照明の電化とともに、完全に消滅した。

## 関連項目

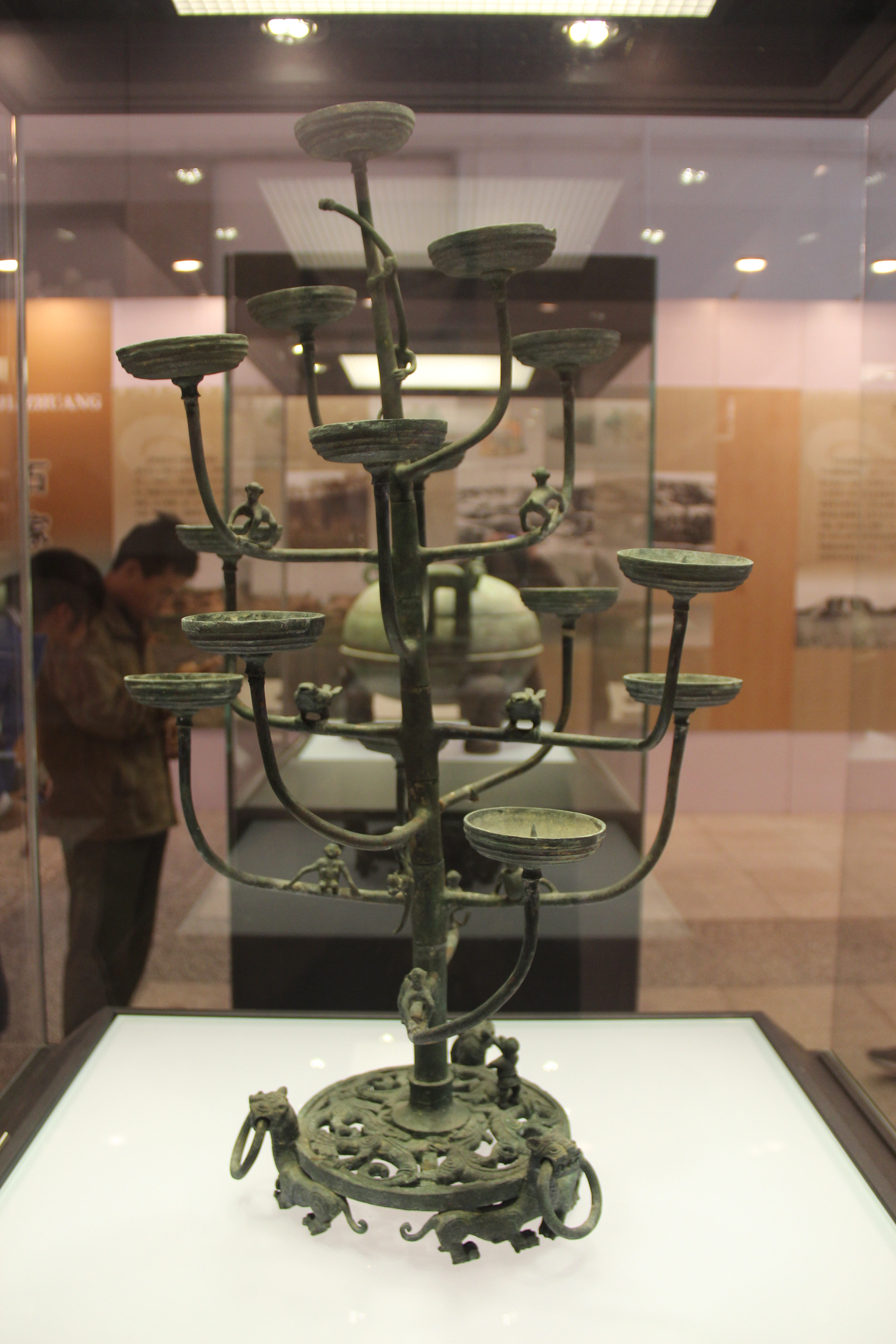
中国の連枝燈